# Eddie Meduzas samlade verk
Eddie Meduzas samlade verk släpptes 2008 och är ett nedladdningsbart samlingsalbum av Eddie Meduza som består till stor del av nyinspelningar från Värsting Hits samt material från kassetterna. Albumet innehåller 25 låtar.

## Låtlista
1. "Punkjävlar" - 3:44
2. "Det kliar på kuken" - 3:02
3. "Dunder å snus" - 3:35
4. "Runke ball" - 3:30
5. "Epa-traktorn" - 3:40
6. "Gasen i botten" - 3:13
7. "Glasögonorm" - 2:56
8. "Hakan" - 2:07
9. "Han eller jag, vem ska du ha?" - 2:22
10. "Jag släppte en skit på dansrotundans dansgolv" - 4:20
11. "Masen" - 2:50
12. "Mera brännvin" - 3:00
13. "Norwegian Boogie" - 2:36
14. "Ta å klipp dig" - 3:03
15. "Termosen" - 3:50
16. "Torsten hällde brännvin i ett glas till Karin Söder" - 2:37
17. "Då tar jag mig en kôpp" - 3:21
18. "När man är 15 år" - 3:55
19. "Den runkande spårvagnschauffören" - 3:39
20. "Stå å peta näsan" - 3:31
21. "Våldslåten" - 2:42
22. "Saxofånen" - 3:43
23. "Eleganten från vidderna" - 3:17
24. "Eddie Meduzas censurerade schlagerfestivalbidrag 1987" - 3:04
25. "Raggare (Räggöere, räggöere)" - 2:37